# Presidenza di Millard Fillmore
La presidenza di Millard Fillmore ebbe inizio il 9 luglio 1850, quando l'allora vicepresidente dovette assumere il ruolo di presidente degli Stati Uniti a seguito della morte improvvisa di Zachary Taylor, e terminò il 4 marzo 1853. Fillmore era stato vicepresidente per un anno e quattro mesi prima di diventare il 13º presidente. Si trattò del secondo vicepresidente divenuto presidente per la morte del presidente eletto, dopo John Tyler a seguito della morte di William Henry Harrison.
Fillmore fu l'ultimo presidente esponente del Partito Whig. Gli successe il democratico Franklin Pierce.
Subito dopo aver assunto il nuovo ruolo Fillmore licenziò tutti i ministri della precedente amministrazione e iniziò a perseguire una nuova politica riguardo al territorio acquisito nel corso della guerra messico-statunitense; sostenne gli sforzi legislativi compiuti dai senatori Henry Clay (Whig) e Stephen A. Douglas (Democratico) che elaborarono il compromesso del 1850 e contribuirono sostanzialmente alla sua approvazione; esso stabilì la possibilità per tutti i territori del West da poco conquistati di consentire lo schiavismo. Il compromesso condusse ad una breve tregua nell'oramai decennale battaglia sociale e politica tra gli schiavisti del Sud e gli Stati Uniti d'America nord-orientali "liberi"; una parte assai controversa dell'accordo fu la Fugitive Slave Law, che accelerò il ritorno degli schiavi scappati a coloro che ne rivendicavano il diritto di proprietà. Fillmore si sentì in dovere di acconsentire a questa legge, ma ciò danneggiò a breve termine la sua popolarità finendo col dividere e frammentare irreversibilmente sia il Partito Whig prima che la nazione intera poi.
Nel campo della politica estera la realizzazione più importante della sua amministrazione fu la spedizione di Matthew Perry nel Giappone del periodo Bakumatsu, per forzare questo paese all'apertura al commercio; si trovò anche ad opporsi fermamente alle mire del Secondo Impero francese nei confronti delle Hawaii e riuscì ad evitare la guerra contro l'impero spagnolo all'indomani delle missioni della filibusta di Narciso López nella Capitaneria generale di Cuba.
Il presidente cercò di candidarsi, ma la Convention nazionale Whig finì invece con il nominare il generale Winfield Scott, che perse poi nettamente contro il candidato del Partito Democratico Pierce alle elezioni presidenziali del 1852.
Fu in seguito scelto dai rappresentanti del partito Know Nothing come loro candidato ufficiale alle elezioni presidenziali del 1856, ma senza riuscire ad ottenere un risultato apprezzabile.
Gli storici generalmente classificano Fillmore come un presidente al di sotto della media e la classifica storica dei presidenti degli Stati Uniti concorda con una tale valutazione in larga parte negativa; il gradimento nei suoi confronti si rivela essere in ogni caso molto basso, valutato alla stregua di uno dei peggiori presidenti di tutti i tempi per non aver saputo prevedere né tanto meno impedire la tragica frattura Nord-Sud, anzi, con i propri pronunciamenti, accelerando l'arrivo al punto di non ritorno.

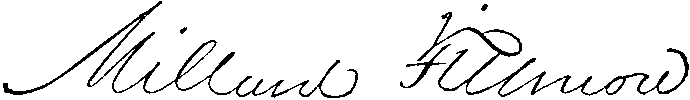
La firma autografa del presidente Fillmore.

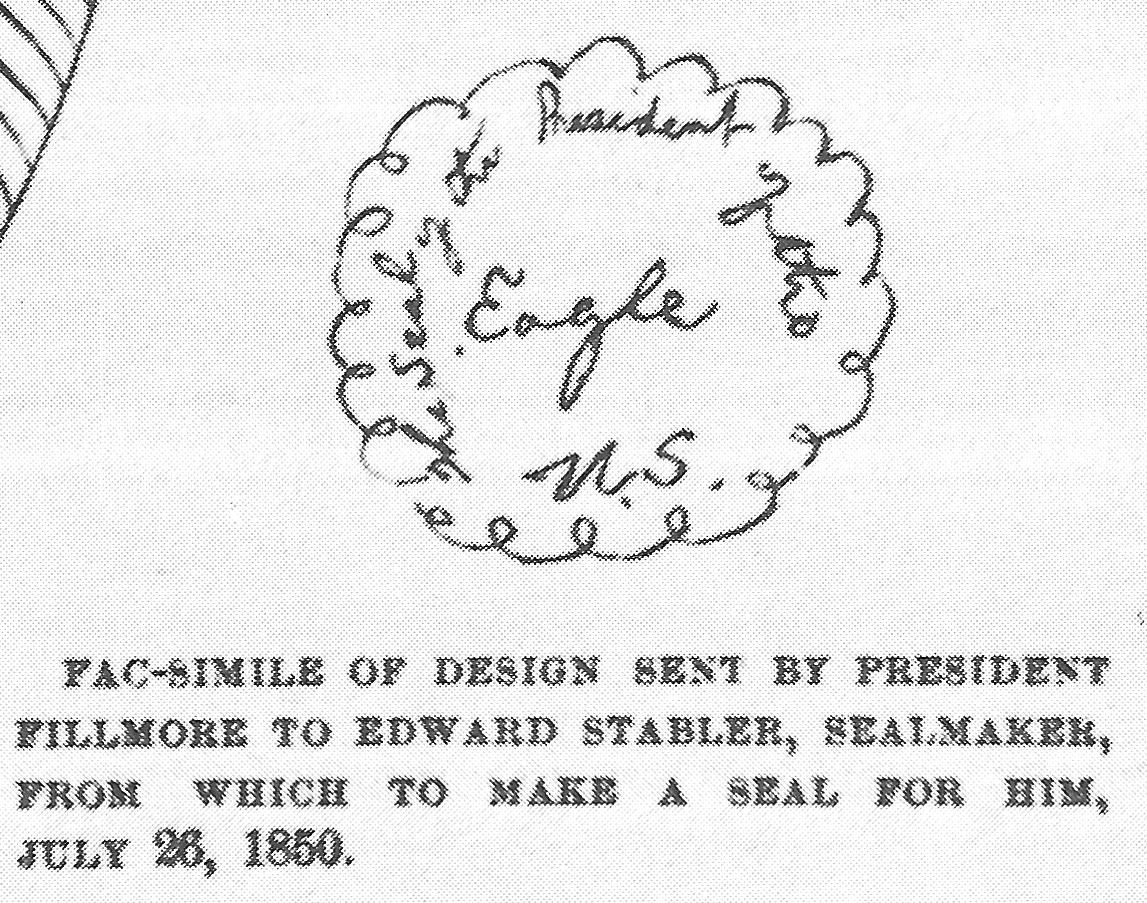
Disegno preparatorio del progetto presentato dal presidente nel 1850 quando ordinò l'introduzione di una nuova versione del sigillo presidenziale.

(Mario Francisi, Storia dei presidenti americani Tascabili Newton 1996, pag. 31.)

## Successione
Fillmore ricevette la notifica formale della morte del presidente Taylor, firmata dal consiglio dei ministri, la sera del 9 luglio 1850 nella sua residenza al Willard Hotel; egli aveva trascorso la notte precedente in una veglia con gli altri membri del governo fuori dalla camera da letto presidenziale alla Casa Bianca. Dopo aver preso conoscenza della lettera e trascorso una notte insonne Fillmore si recò alla Camera dei rappresentanti nel Campidoglio dove, in una seduta congiunta del Congresso, prestò il solenne giuramento di fedeltà.
William Cranch, giudice in capo della Corte distrettuale di Washington, presiedette alla cerimonia d'insediamento del presidente; egli aveva già preso parte anche al giuramento di John Tyler nel 1841 dopo la fine repentina della presidenza di William Henry Harrison. Rispetto a Tyler, la cui legittimità come presidente era stata contestata da molti per un certo periodo di tempo, Fillmore fu invece ampiamente riconosciuto come legittimo da subito.
Partiti politici: 

  Whig
| Presidente                     |  | Millard Fillmore                | 1850 - 1853 |  |  |
| Vicepresidente                 |  | Vacante                         | 1850 - 1853 |  |  |
|                                |  |                                 |             |  |  |
| Segretario di Stato            |  | Daniel Webster                  | 1850 - 1852 |  |  |
| Segretario di Stato            |  | Edward Everett                  | 1852 - 1853 |  |  |
| Segretario al tesoro           |  | Thomas Corbin                   | 1850 - 1853 |  |  |
| Segretario alla Guerra         |  | Charles Magill Conrad           | 1850 - 1853 |  |  |
| Procuratore generale           |  | Reverdy Johnson                 | 1850        |  |  |
| Procuratore generale           |  | John Jordan Crittenden          | 1850 - 1853 |  |  |
| Direttore generale delle poste |  | Nathan Kelsey Hall              | 1850 - 1852 |  |  |
| Direttore generale delle poste |  | Samuel Dickinson Hubbard        | 1852 - 1853 |  |  |
| Segretario alla Marina         |  | William Alexander Graham        | 1850 - 1852 |  |  |
| Segretario alla Marina         |  | John Pendleton Kennedy          | 1852 - 1853 |  |  |
| Segretario degli Interni       |  | Thomas McKean Thompson McKennan | 1850        |  |  |
| Segretario degli Interni       |  | Alexander Hugh Holmes Stuart    | 1850 - 1853 |  |  |

## Amministrazione
Gli eventi salienti della presidenza Fillmore furono:
1850
- accentuarsi della grande corsa all'oro californiana esplosa nel 1848;
- morte di Margaret Fuller;
- ammissione della Repubblica della California nell'Unione come 31° Stato federato;
- organizzazione del territorio dello Utah;
- organizzazione del territorio del Nuovo Messico;
- entrata in vigore del Compromesso del 1850;
- promulgazione della Fugitive Slave Law;
- morte di Richard Mentor Johnson;

1851
- fondazione della Northwestern University;
- morte di James Fenimore Cooper;
- prima uscita di The New York Times;
- pubblicazione del Moby Dick di Herman Melville;
- fondazione della Western Union;

1852
- inizio dei lavori di costruzione del Mount Sinai Hospital di New York, ad opera di nove ebrei americani rappresentanti di varie organizzazioni di beneficenza.
- fondazione della Studebaker, precursore della prima casa automobilistica americana;
- scoperta del Vaso di Dorchester;
- pubblicazione de "La capanna dello zio Tom" di Harriet Beecher Stowe;
- morte di Henry Clay;
- morte di Daniel Webster;
- fondazione dell'Università Tufts;
- vittoria di Franklin Pierce alle elezioni presidenziali del 1852;

1853
- fondazione dell'Università Washington a Saint Louis;
- creazione del territorio di Washington;
- insediamento della presidenza di Franklin Pierce.

### Gabinetto ministeriale
La maggiore e più urgente sfida che il paese si trovò a dover affrontare in questo arco temporale fu la questione della schiavitù nei territori del West.
Taylor si era opposto a un piano, formulato da Henry Clay, che era stato progettato per accontentare sia i rappresentanti del Nord abolizionisti sia i Sudisti favorevoli alla schiavitù; esso però ricevette maggior sostegno da parte dei Sudisti.
Fillmore si trovò subito a fare una scelta netta; mentre i Whig del sud e una minoranza di quelli del nord lo spingevano a licenziare in massa il governo di Taylor e ad appoggiare il piano di Clay, la maggior parte dei Nordisti richiedevano a gran voce di rifiutare il compromesso e mantenere in carica i ministri di Taylor. Quando era vicepresidente Fillmore aveva indicato che avrebbe potuto votare a favore del compromesso, ma non si era ancora mai impegnato sul serio e pubblicamente quando assunse la presidenza.
Egli era stato sostanzialmente emarginato durante il breve mandato di Taylor in favore del senatore William H. Seward (poi uno dei più stretti collaboratori di Abraham Lincoln), rivale di Fillmore per il controllo del Partito a New York; d'altronde Fillmore aveva ben pochi alleati all’interno del governo.
I ministri di Taylor rassegnarono le loro dimissioni il 10 luglio e il presidente le accettò il giorno seguente. Fillmore è l'unico vicepresidente a non mantenere, almeno inizialmente, i ministri del presidente a cui subentrò a causa di morte o dimissioni.
Sperò di sfruttare le nomine dei nuovi ministri per riunificare il Partito Whig e cercò di bilanciarne le posizioni di forza tra Nord e Sud, tra i favorevoli e i contrari al compromesso, i favorevoli e i contrari a Taylor. Fillmore offrì quindi inizialmente la carica di segretario di Stato a Robert Charles Winthrop, feroce nemico di qualsiasi compromesso, originario del Massachusetts e molto popolare tra i Whigs nella Camera dei Rappresentanti; ma questi rifiutò la carica. Si vide allora costretto a scegliere Daniel Webster, che in precedenza aveva ricoperto lo stesso incarico nel corso della presidenza di William Henry Harrison prima e della presidenza di John Tyler poi; egli aveva indignato i suoi elettori del Massachusetts sostenendo l'accordo con i Sudisti e, con il mandato del Senato che scadeva nel 1851, il suo futuro politico nel suo Stato d'origine era in pericolo. Webster divenne il più importante consigliere di Fillmore.
Anche altri due importanti senatori, Thomas Corbin dell'Ohio e John Jordan Crittenden del Kentucky, entrarono nell'amministrazione rispettivamente come segretario al tesoro e procuratore generale.
Il presidente nominò inoltre il suo vecchio socio in affari legali Nathan Kelsey Hall come direttore generale delle poste, una posizione che garantiva un certo numero di nomine clientelari.
Sebbene le scelte fossero per lo più accolte calorosamente da entrambe le fazioni Whig, sia quella del Nord che quella del Sud, il Partito rimase profondamente lacerato e finì con lo sfaldamento completo dopo l'adesione di Fillmore alla causa del compromesso del 1850.

### Nomine di giudici
Il presidente ebbe l'opportunità di nominare due posti rimasti vacanti alla Corte suprema; ci riuscì in un caso, mentre l'altro posto rimase in sospeso fino alla successiva presidenza di Franklin Pierce che procedette alla nomina nel 1853. Il 22 settembre 1851, in seguito alla morte del giudice associato della Corte suprema Levi Woodbury, Benjamin Robbins Curtis fu nominato l'11 dicembre e confermato dal Senato il 23 seguente, insediandosi quello stesso giorno. La morte del giudice John McKinley nel luglio 1852 portò invece a ripetuti quanto infruttuosi tentativi:
- Edward Anthony Bradford, nominato il 16 agosto 1852 ma il Senato non procedette al voto;
- George Edmund Badger, nominato il 3 gennaio 1853 ma si ritirò il 14 febbraio successivo;
- William Chatfield Micou, nominato il 14 febbraio 1853 ma il Senato non procedette al voto.

| # | Nome                    | Seggio | Stato         | Succeduto a   | Nomina           | Conferma         | Inizio servizio attivo | Termine servizio attivo |
| - | ----------------------- | ------ | ------------- | ------------- | ---------------- | ---------------- | ---------------------- | ----------------------- |
| 1 | Benjamin Robbins Curtis | 2°     | Massachusetts | Levi Woodbury | 11 dicembre 1851 | 20 dicembre 1851 | 22 settembre 1851      | 30 settembre 1857       |

Fillmore procedette anche a cinque nomine alle corti distrettuali, tra cui quella del suo direttore generale delle poste ed ex socio nello studio legge, Nathan Kelsey Hall, presso il tribunale di Buffalo.
| # | Nome                  | Coorte                    | Nomina           | Conferma         | Inizio servizio attivo | Termine servizio attivo |
| - | --------------------- | ------------------------- | ---------------- | ---------------- | ---------------------- | ----------------------- |
| 1 | Henry Boyce           | Louisiana Occidentale     | –                | –                | 9 maggio 1849          | 19 febbraio 1861        |
| 2 | James McHall Jones    | California Meridiomale    | 23 dicembre 1850 | 26 dicembre 1850 | 26 dicembre 1850       | 15 dicembre 1851        |
| 3 | Ogden Hoffman Jr.     | California Settentrionale | 1º febbraio 1851 | 27 febbraio 1851 | 27 febbraio 1851       | 27 luglio 1866          |
| 4 | John Glenn (giurista) | Maryland                  | 18 marzo 1852    | 19 marzo 1852    | 19 marzo 1852          | 8 luglio 1853           |
| 5 | Nathan K. Hall        | New York Settentrionale   | 13 agosto 1852   | 31 agosto 1852   | 31 agosto 1852         | 2 marzo 1874            |

### Nuovi Stati ammessi nell'Unione
- California - Dall'8 settembre 1850 in qualità di 31° Stato federato.

## Affari interni

### Questioni rimaste in sospeso
Il periodo di lutto nazionale in seguito alla morte del presidente Zachary Taylor non diminuì però la crisi sorta con l'acquisizione di territori con la guerra messico-statunitense del 1846-1848 voluta dalla presidenza di James Knox Polk, sancita dal trattato di Guadalupe Hidalgo. A parte la questione riguardante se concedere o meno la possibilità di istituire la schiavitù pure nei nuovi territori del West, Taylor aveva cominciato ad affrontare anche altri quattro grandi problemi principali sul tappeto: le vive richieste inoltrate dalla California per essere ammessa nell'Unione come Stato, le dispute sul confine da definirsi tra il Texas e il territorio del Nuovo Messico, la crescente opposizione del Nord al mercato di schiavi a Washington ed infine la profonda insoddisfazione del Sud nei confronti della legge sugli schiavi fuggitivi del 1793, ormai considerata sorpassata.

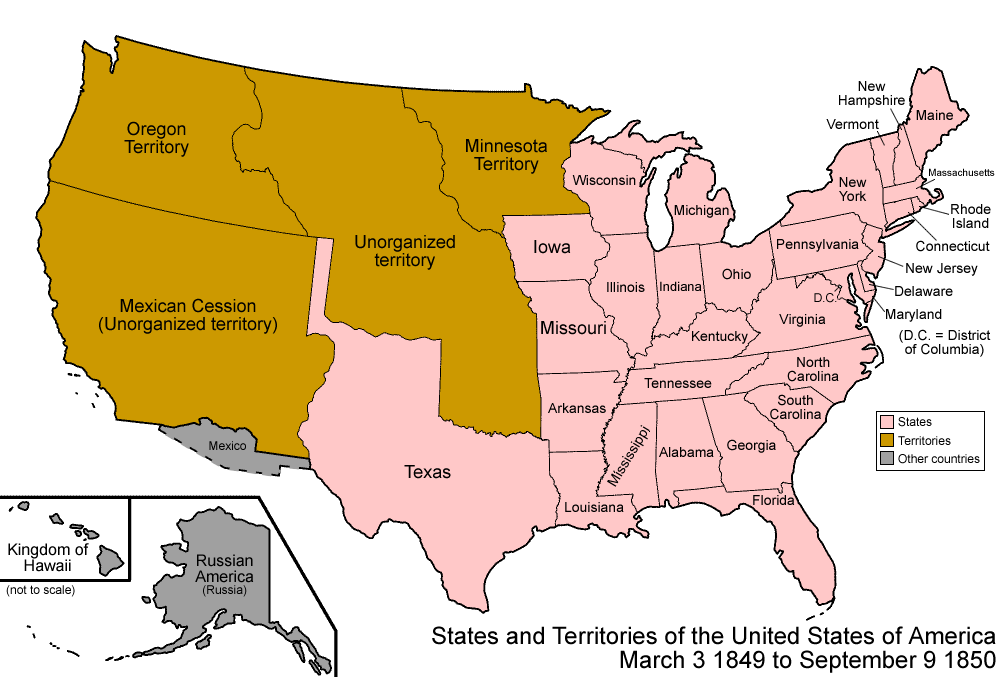
Gli Stati Uniti all'inizio della presidenza di Fillmore. Gran parte della cessione messicana era rimasta disorganizzata.

La California, che si estendeva nel terzo della regione più ad occidente della cessione messicana e la cui popolazione era cresciuta d'un balzo - grazie soprattutto alla grande corsa all'oro californiana iniziata nel 1848 - giungendo velocemente a sorpassare quella del Delaware e della Florida, tentava di costituirsi il prima possibile come nuovo Stato federato.
Il Texas nel frattempo rivendicava per sé tutto il territorio della "cessione" ad est del fiume Rio Grande, comprese ampie porzioni dell'ex Stato messicano del Nuovo Messico, su cui però non aveva mai esercitato di fatto un autentico controllo; ciò venne a complicare ancor di più la creazione dei rispettivi governi territoriali.
Il traffico di schiavi ancora permesso a Washington poi indignava molti nel Nord, che consideravano oramai il persistere della schiavitù nella capitale come una macchia per tutta la nazione.
Le dispute sugli schiavi fuggitivi avevano cominciato ad accrescersi fin dagli anni 1830, durante la presidenza di Andrew Jackson, principalmente a causa del miglioramento dei mezzi di trasporto, cosicché i fuggiaschi potevano allora utilizzare strade, ferrovie e navi nei loro tentativi di dirigersi verso gli Stati liberi del Nord (usando anche la cosiddetta Ferrovia Sotterranea). La Fugitive Slave Act promulgata nel corso della presidenza di George Washington aveva concesso la giurisdizione su tutti i casi riguardanti gli schiavi fuggiaschi ai giudici sia statali che federali, ma diversi Stati del Nord, insoddisfatti dalla mancanza di un equo processo, avevano approvato leggi specifiche sul "diritto inalienabile alla libertà personale" che rendevano molto più difficile la possibilità che uno schiavo fosse costretto a ritornare al Sud, dal precedente proprietario. Da qui sorse e si sviluppò la polemica politica trascinatasi per decenni tra Nordisti e Sudisti e che condusse alla guerra di secessione americana all'inizio della presidenza di Abraham Lincoln nel 1861.

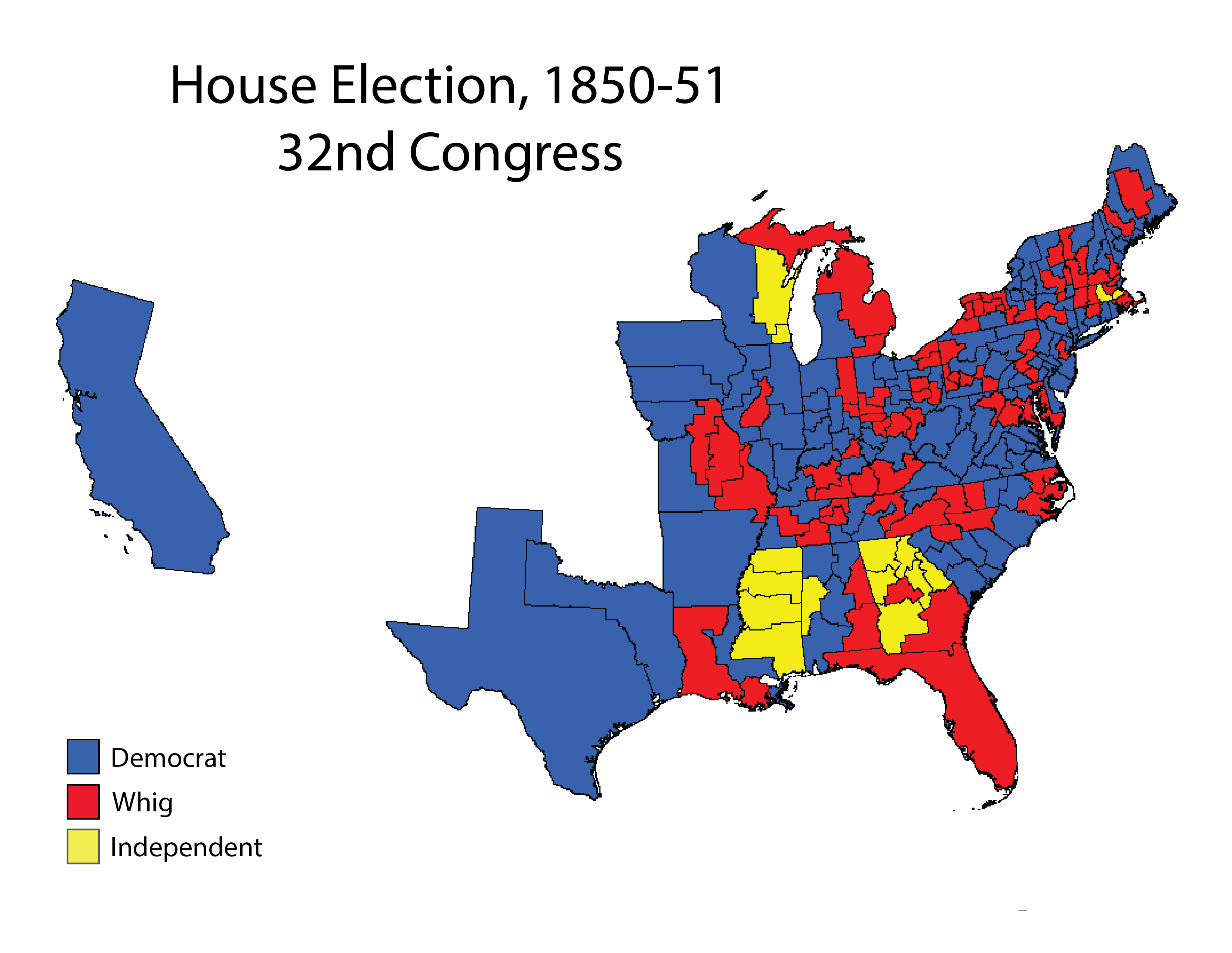
Risultati del 1850-1851 per il 32º Congresso; in blu i Democratici; in rosso i Whig; in giallo gli Indipendenti.

Già in qualità di vicepresidente, Fillmore aveva presieduto alcuni dei dibattiti più importanti e appassionanti della storia degli Stati Uniti. Il 21 gennaio 1850 il presidente Taylor aveva inviato un messaggio speciale al Congresso sollecitando la veloce ammissione della California prima e del Nuovo Messico poi, in tempi comunque stretti. Il 29 gennaio uno dei membri di punta del Partito Whig, Henry Clay, presentò un disegno di legge denominato Omnibus bill che riuniva i quattro diversi argomenti in discussione in un unico testo; il pacchetto legislativo prevedeva innanzitutto l'ammissione della California come Stato libero, la rinunzia da parte dei texani delle loro rivendicazioni territoriali - in aperto conflitto con il governo federale - a Nord e ad Ovest in cambio della completa cancellazione del debito pubblico accumulato, la creazione del territorio del Nuovo Messico e del territorio dello Utah, il divieto di importazione e vendita di schiavi in tutto il distretto di Washington ed infine anche una nuova legge sugli schiavi fuggiaschi ben più severa della precedente. Inoltre, lo status della schiavitù all'interno del territorio della "cessione" avrebbe dovuto essere deciso da coloro che vi vivevano, tramite referendum; questa dottrina definita come "principio di sovranità popolare" avrebbe però ribaltato quanto era stato stipulato con il "compromesso del Missouri" del 1820 nel corso della presidenza di Andrew Jackson, che proscriveva la schiavitù in tutti i territori ad ovest del Missouri e a nord del parallelo 36° 30'.
Taylor non fu entusiasta del progetto di legge di Clay, ed esso languì all'interno delle diverse commissioni del Congresso preposte al suo esame. A maggio Fillmore, dopo aver ascoltato con estrema attenzione settimane intere di dibattiti e di contrapposizioni interne, informò Taylor che la tendenza in atto tra i senatori lasciava presagire un voto contrario.

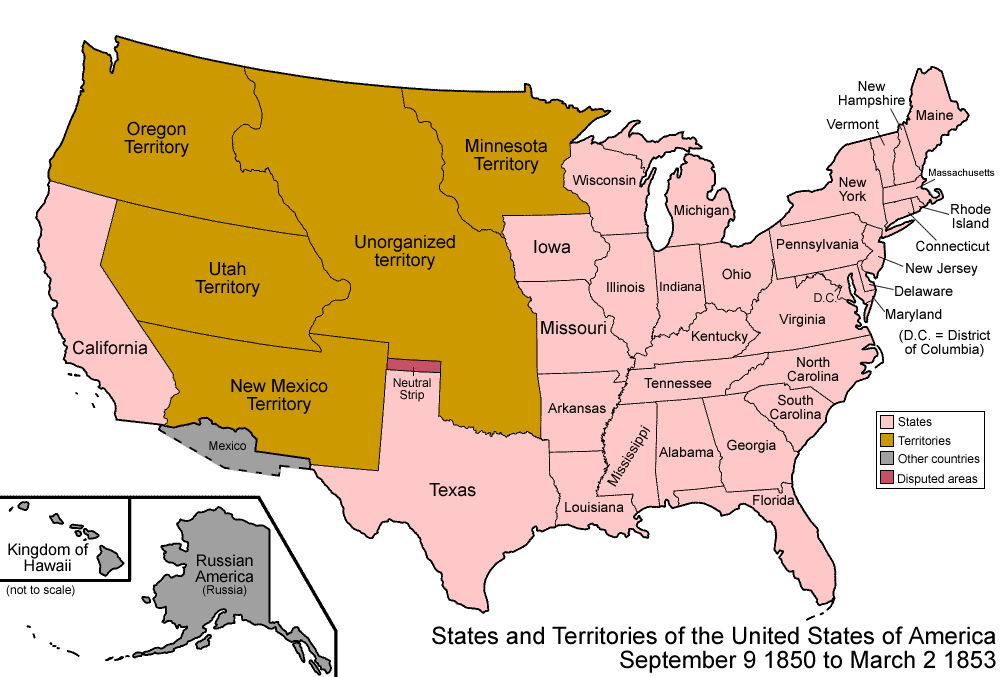
Risultati territoriali del "grande compromesso": la California fu ammessa in qualità di Stato libero; il Texas rinunciò ad alcune rivendicazioni territoriali in cambio di un alleggerimento del debito pubblico; il territorio del Nuovo Messico e il territorio dello Utah furono costituiti, pur rimanendo incerto lo status della schiavitù al loro interno.

### Un grande compromesso
Quando entrò in carica, Fillmore provvedette a rinforzare le truppe federali di stanza nella regione contesa del Nuovo Messico e avvertì il governatore del Texas, il democratico Peter Hansborough Bell, di fare tutto ciò che era in suo potere per mantenere la pace e l'ordine pubblico. Bell aveva già inviato infuocate lettere ricolme di spirito belligerante al presidente Taylor per quanto riguardava la rivendicazione texana e continuò a farlo anche con Fillmore.
Il presidente abbandonò la proposta di Taylor di un'ammissione immediata del Nuovo Messico, lasciando invece un ampio spazio di manovra a Clay per elaborare una nuova legge di compromesso; ma già il 31 luglio, dopo solamente tre settimane dall'inaugurazione del nuovo gabinetto, il disegno di legge di Clay fu di fatto abbandonato: tutte le disposizioni maggiormente significative erano state cancellate con un emendamento, la sola rimanente riguardava l'organizzazione del territorio dello Utah; si ironizzò sul fatto che i mormoni (particolarmente presenti nello Utah) fossero gli unici passeggeri rimasti sull'"omnibus". In seguito alla bocciatura della sua legge, Clay prese un periodo di riposo dal Senato. Allora, il senatore democratico dell'Illinois Stephen A. Douglas propose di suddividere il "pacchetto omnibus" di Clay in singole leggi per permetter loro una più facile approvazione nelle commissioni. Con l'accordo di Fillmore furono pertanto presentate cinque distinte proposte di legge. Il presidente inviò un proprio messaggio personale al Congresso il 6 agosto, rivelando una missiva ricevuta da Bell accompagnata dalla sua risposta, avvertendo con severità che i texani armati sarebbero stati subito considerati come sovversivi e invitando altresì il Congresso a disinnescare le tensioni nei vari territori superando il "compromesso" di trent'anni prima.
Douglas seppe trasformare l'impianto legislativo del progetto di Clay (considerato dai più come apertamente ostile ai Democratici) in un pacchetto di leggi sostenuto apertamente dalla presidenza. Ogni proposta suddivisa singolarmente fu quindi approvata dal Senato con il supporto di volta in volta della fazione più favorevole, con l'aggiunta di alcuni senatori propensi ad approvare tutte le leggi nel minor tempo possibile.
La battaglia si trasferì poi alla Camera, nella quale gli Stati del Nord più popolati avevano una netta maggioranza, in particolare sulla Fugitive Slave Law, le cui disposizioni suscitavano l'indignazione degli abolizionisti. Il presidente si vide costretto a fare forti pressioni sui Whig Nordisti perché almeno si astenessero anziché votare contro. Tra quelli che cercò di influenzare vi furono i conterranei dello Stato di New York e Fillmore minacciò di ostacolare la rielezione del deputato Whig Abraham Maus Schermerhorn di Rochester (New York), i cui elettori includevano il leader afroamericano Frederick Douglass, se avesse votato contro.

La bandiera degli Stati Uniti d'America a 31 stelle nel 1851.

Durante il percorso parlamentare furono introdotte varie modifiche, compresa la definizione di un confine netto tra il territorio del Nuovo Messico e il Texas; a quest'ultimo sarebbe stato versato un pagamento per risolvere eventuali contenziosi. La California fu ammessa come Stato libero, il commercio degli schiavi nel distretto della capitale fu reso illegale e lo status della schiavitù nel Nuovo Messico e nello Utah sarebbe stato risolto solamente più tardi.
Il presidente attese due giorni a promulgare la legge sugli schiavi fuggiaschi, aspettando il parere favorevole sulla sua costituzionalità dal suo nuovo procuratore generale John Jordan Crittenden. Sebbene alcuni Nordisti fossero estremamente irritati dall'approvazione delle leggi, si diffuse un'atmosfera di sollievo generale e la speranza di risolvere definitivamente la scottante questione della schiavitù.

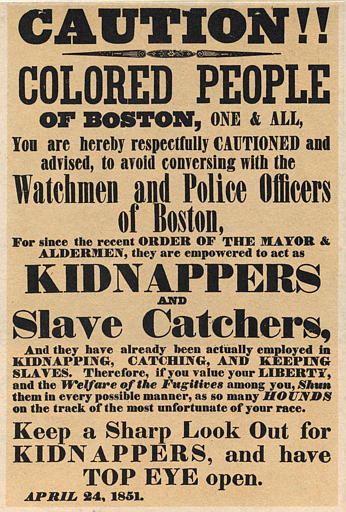
Manifesto del 1851 il quale avverte che la polizia di Boston applica la Fugitive Slave Law.

### Fugitive Slave Law
Le disposizioni adottate dalla Fugitive Slave Law furono oggetto di polemica anche dopo la promulgazione ufficiale, e l'aggressiva applicazione da parte del presidente la fece diventare la questione centrale per il rimanente periodo della presidenza. La legge creò nei fatti il primo sistema nazionale di applicazione di una legge, con la nomina di un commissario federale in ogni contea adibito ad assistere alle cause riguardanti gli schiavi fuggiaschi. Poiché a quell'epoca vi erano pochi tribunali federali operanti a pieno regime, la nomina di commissari "ad hoc" consentì l'applicazione di una legge federale senza fare specificamente affidamento sui tribunali dei singoli Stati; molti di questi rimasero sostanzialmente indifferenti ai cosiddetti diritti degli schiavisti ed evitarono di occuparsi di tali cause. La legge puniva anche gli agenti di polizia dell'United States Marshals Service che consentissero agli schiavi di fuggire dalla loro custodia e imponeva multe contro chiunque aiutasse uno schiavo fuggiasco o volesse interferire con il loro ritorno ai legittimi proprietari. I procedimenti mancarono completamente della maggioranza di protezioni concesse secondo il principio dell'equo processo, come il diritto ad una giuria popolare; gli imputati non potevano neppure rendere dichiarazioni spontanee durante la loro audizione. Molti nel Nord ebbero la sensazione che questa legge portasse in sostanza la schiavitù dentro i loro Stati e furono sempre di più a detestare la pratica schiavista.
Al Sud si levarono d'altra parte lamentele riguardo alla non perfetta applicazione della legge. Fillmore si riteneva vincolato dal suo giuramento come presidente e dal patto stipulato nel "compromesso" per farla severamente rispettare, tuttavia alcuni tentativi messi in atto dalla presidenza per riportare al Sud schiavi fuggitivi non ebbero successo; in alcune occasioni i tribunali emisero assoluzioni oppure gli schiavi in custodia federale furono liberati dalla folla. Un esempio è quanto successe a Boston nei confronti di Shadrach Minkins, scappato nel 1850 dalla Virginia e arrestato all'inizio dell'anno seguente. Egli fu liberato da un gruppo nominatosi "amico dei neri" e "associazione bostoniana di neri indignati!". Diversi avvocati bianchi si specializzarono nella difesa dei fuggiaschi, come Richard Henry Dana Jr., autore delle memorie intitolate Two Years Before the Mast (1840, Testo completo su Wikisource); assisté molti afroamericani in cause contro il ritorno in schiavitù. Rifiutò sempre qualsiasi compenso per il suo lavoro; negli anni successivi sottolineò che difendere gli schiavi fuggitivi aveva rappresentato "l'unico grande atto" della propria vita.

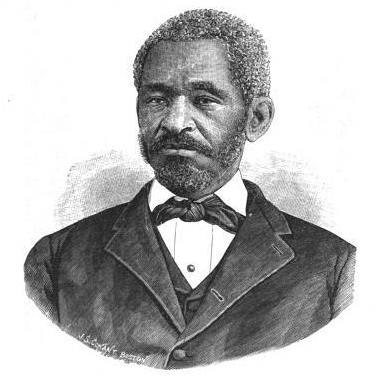
Ritratto di Lewis Hayden.

Lewis Hayden, membro del "Boston Vigilance Committee", diresse la "Ferrovia Sotterranea". Edward Garrison Walker fu un altro abolizionista che collaborò a liberare Minkins dalla prigionia. All'inizio degli anni 1840 era stata anche fondata la "New England Freedom Association" ad opera del giornalista William Cooper Nell.
Tali esempi furono ampiamente pubblicizzati sia nel Nord sia nel Sud e in entrambe le regioni le passioni si infiammarono, mettendo in crisi la buona impressione seguita all'approvazione del "compromesso".

### Ulteriori elementi di disunione
Il compromesso del 1850 sconvolse le affiliazioni ai partiti nel Sud, dove le elezioni vedevano opporsi candidati "unionisti" e candidati estremisti e secessionisti (i Fire-Eaters), anziché Whig contro Democratici.
Nel giugno del 1850 le delegazioni di diversi Stati del Sud si incontrarono nella Convention di Nashville per coordinare una risposta comune ai tentativi del Nord di vietare la schiavitù nei territori; in reazione al "compromesso" appena scaturito gli estremisti Sudisti come Robert Rhett e William Lowndes Yancey sollecitarono la secessione. Tuttavia la maggioranza moderata respinse tali richieste. Il cosiddetto "programma della Georgia" rappresentava la posizione dei moderati; si opponeva alla secessione, ma chiedeva al contempo anche un'accettazione piena da parte del Nord della pratica schiavista.
Nelle elezioni del 1851, gli unionisti moderati vinsero in Georgia, Alabama, e Mississippi. Anche nella Carolina del Sud, lo Stato dove si discuteva più apertamente di secessione, gli elettori respinsero la possibilità di una separazione unilaterale. Con questi successi elettorali favorevoli al "compromesso" e con i tentativi del presidente di applicare diligentemente la legge sugli schiavi fuggiaschi, le tendenze alla ribellione nel Sud si placarono temporaneamente.
Vi era decisamente meno sostegno per una vera e propria secessione nel Nord, ma all'indomani del "compromesso" politici esperti come William H. Seward iniziarono a contemplare la possibilità di dare vita ad un nuovo grande Partito, esplicitamente contrario all'estensione della schiavitù (il futuro Partito Repubblicano). Sia nel Nord sia nel Sud il "compromesso del 1850" avrebbe contribuito fortemente ad una riaggregazione dei partiti durante e dopo la presidenza di Fillmore.

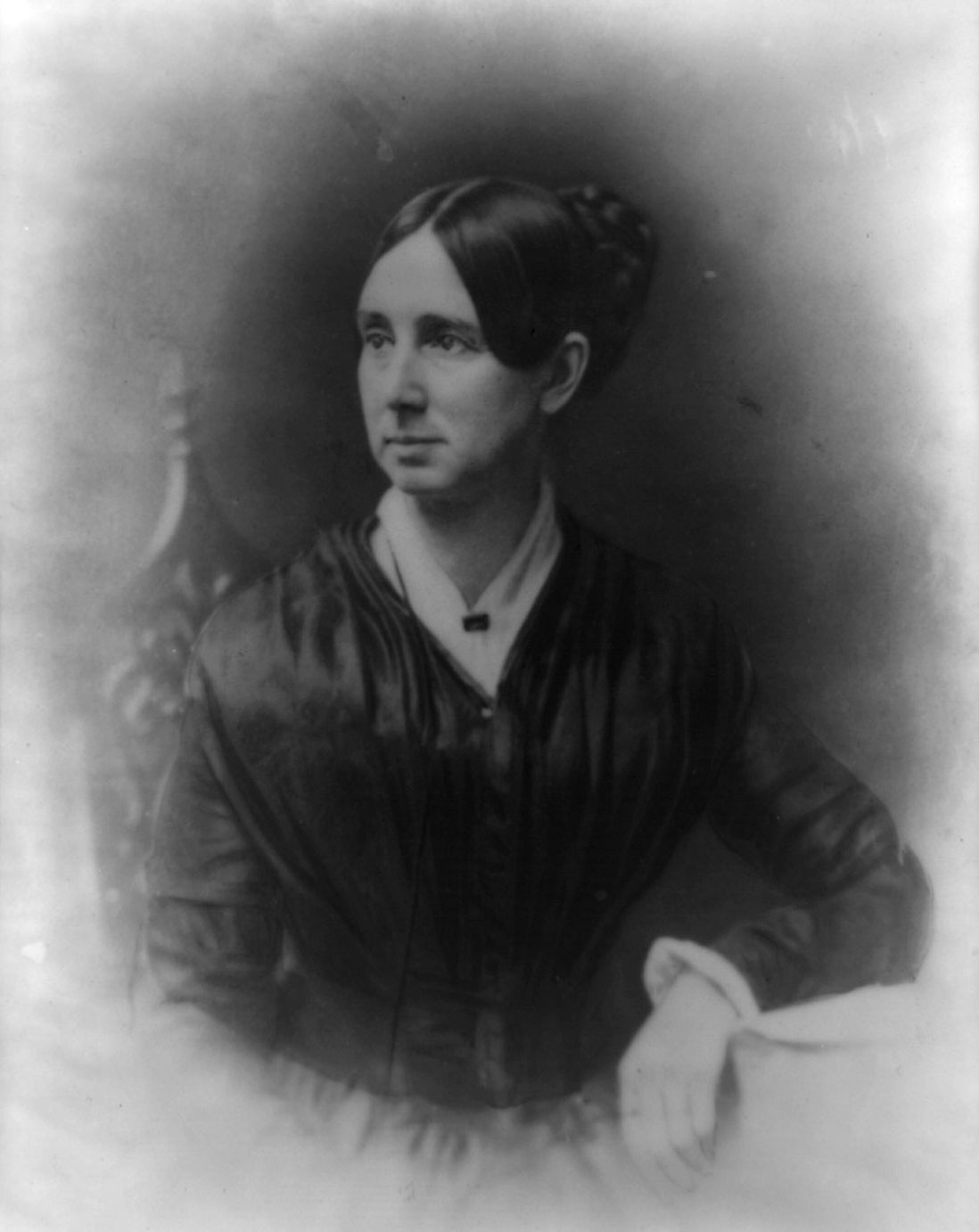
Ritratto di Dorothea Dix.

### Altre questioni
Nell'agosto del 1850 la riformatrice sociale Dorothea Dix scrisse al presidente, sollecitando il suo sostegno alla proposta di legge da poco presentata al Congresso per concedere terreni per la costruzione di istituti di cura dove avrebbero dovuto essere assistiti i sofferenti di disturbo mentale. Sebbene il progetto di legge non fu approvato, i due finirono col diventare amici, incontrandosi di persona e intrattenendo una fitta e duratura corrispondenza continuata anche dopo la fine della presidenza.

Nel settembre di quello stesso anno Fillmore nominò Brigham Young, da poco giunto a capo della Chiesa mormone, come primo governatore del territorio dello Utah. In segno di gratitudine Young battezzò la prima capitale territoriale Fillmore e la zona circostante contea di Millard.

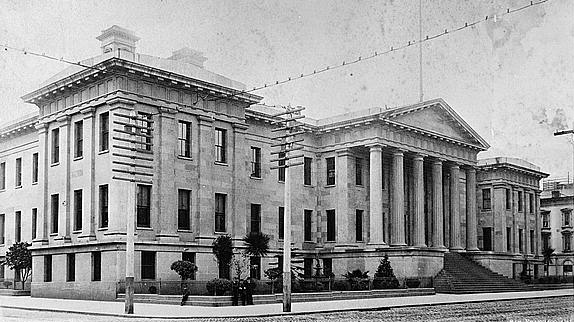
Il palazzo della Zecca di San Francisco nel 1874.

Notando che molti minatori coinvolti nella corsa all'oro californiana si trovavano costretti a vendere il loro oro a un prezzo scontato, il presidente chiese al Congresso di creare una succursale della United States Mint appositamente in California, portando così nel 1854 alla creazione della zecca di San Francisco.
Da sempre sostenitore dello sviluppo delle infrastrutture nazionali, Fillmore richiese cospicui investimenti per la costruzione di strade, ferrovie e acquedotti.

## Relazioni estere

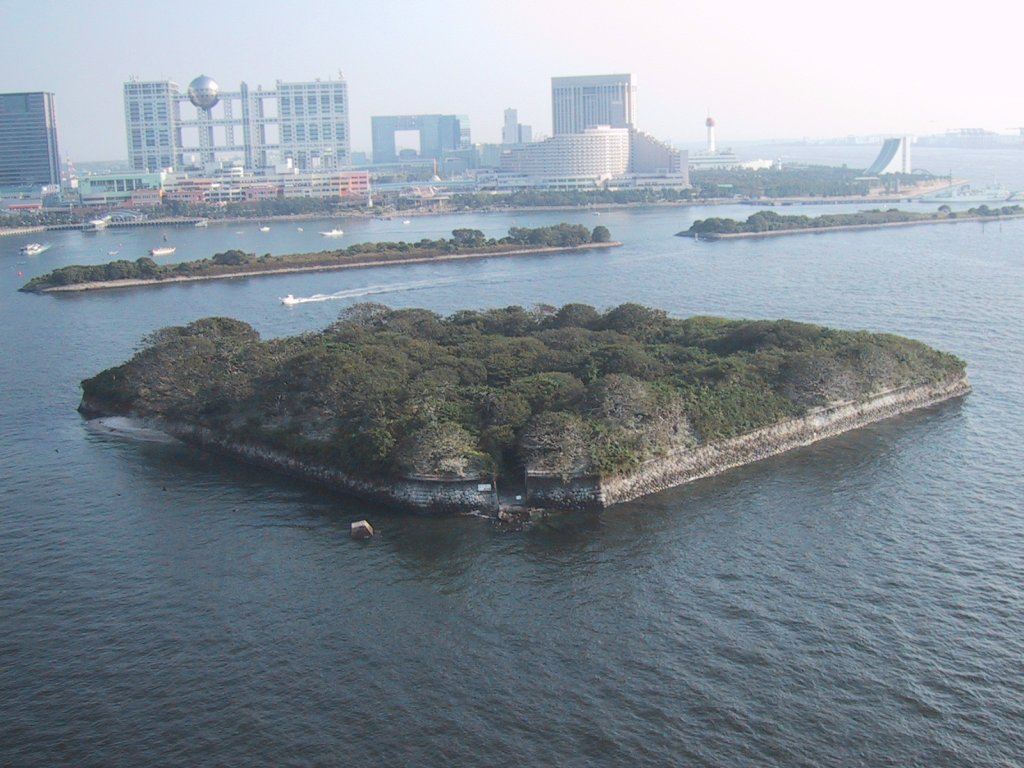
L'isola artificiale di Obaida all'ingresso di Tokyo, costruita nel biennio 1853-1854 per impedire le intrusioni statunitensi.

### Giappone
Il presidente ebbe nel suo governo due segretari di Stato altamente competenti: Daniel Webster e, dopo la morte di questi nel 1852, Edward Everett; tuttavia, controllò da vicino il loro operato e prese in prima persona tutte le decisioni più importanti. Fillmore si dimostrò particolarmente attivo nell'Oceano Pacifico, in particolare riguardo al Giappone, che in quel periodo continuava a vietare tutti i contatti con l'esterno (l'autarchia Sakoku).

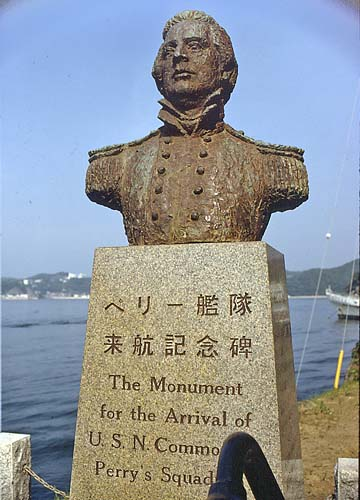
Il busto di Matthew Perry a Shimoda.

Gli uomini d'affari desideravano che il paese del "Sol Levante" si aprisse agli scambi commerciali, mentre la United States Navy cercava di ottenere la concessione di visitare il paese per potersi rifornire di carbone; molti si mostravano inoltre preoccupati per il destino dei marinai che facevano naufragio sulle sue coste e che venivano per lo più trattati come criminali.
Il presidente iniziò a pianificare una spedizione già nel 1850 ma questa, guidata dal commodoro Mathhew Perry, riuscì a salpare solo nel novembre del 1852; la spedizione avrebbe raggiunto il suo scopo prefissato solamente dopo la fine della presidenza Fillmore, e servì da spunto per porre termine alla politica giapponese isolazionista bakumatsu.

### Regno delle Hawaii
Come parte di una più ampia strategia per stabilire una forte influenza statunitense nell'area dell'Oceano Pacifico, Fillmore e Webster cercarono anche di intessere rapporti con le Hawaii, considerate un importante collegamento verso il continente asiatico.
Nel 1842 la presidenza di John Tyler aveva annunziato la cosiddetta "dottrina Tyler", per cui gli Stati Uniti non avrebbero accettato l'annessione dell'arcipelago hawaiano da parte di una qualsiasi potenza europea. Il Secondo Impero francese di Napoleone III di Francia fece tentativi di annettersi le isole, ma fu costretto a indietreggiare quando Fillmore inviò un messaggio di avvertimento: "gli Stati Uniti non avrebbero sopportato alcuna azione del genere".

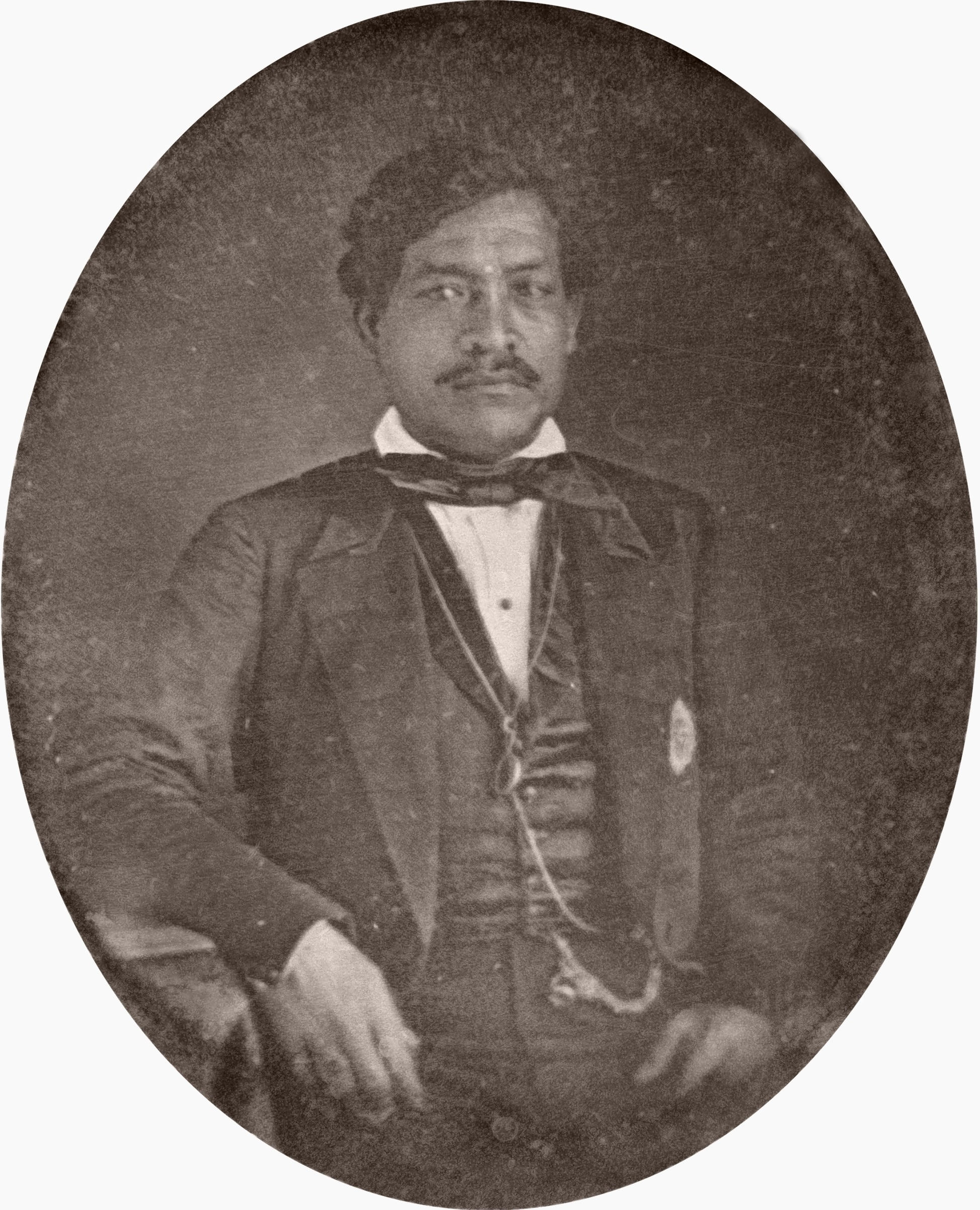
Un dagherrotipo di Kamehameha III delle Hawaii, Re delle Hawaii (1854).

Fu anche firmato un trattato segreto con il sovrano Kamehameha III delle Hawaii che stabiliva che gli Stati Uniti avrebbe ottenuto la sovranità delle isole in caso di guerra; sebbene molti da entrambe le parti desiderassero l'annessione delle Hawaii come uno Stato federato, il governo federale non era disposto a concedere la piena cittadinanza alla popolazione non bianca.

### Cuba e impero spagnolo
Fillmore si trovò in serie difficoltà al riguardo della Capitaneria generale di Cuba; molti Sudisti accarezzarono l'idea di annettere all'Unione l'isola caraibica, allora parte dell'impero spagnolo e nella quale veniva praticata la schiavitù, in qualità di territorio schiavista. 

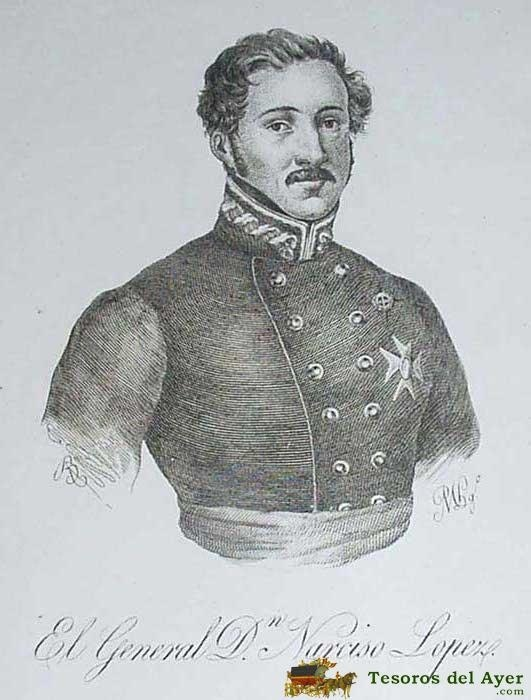
Narciso López con i gradi di generale.

L'avventuriero venezuelano Narciso López reclutò cittadini statunitensi del Sud per tre spedizioni di filibusta contro il governatorato spagnolo, nella speranza di rovesciarne il dominio coloniale. A seguito del secondo tentativo, effettuato nel 1850, López assieme ad alcuni dei suoi seguaci fu incriminato per la violazione della legge detta Neutrality Act del 1794; furono però tutti assolti dalle giurie popolari non imparziali degli Stati sudisti. L'ultima spedizione si concluse invece con la condanna di López alla pena di morte tramite fucilazione da parte degli spagnoli; anche diversi statunitensi finirono davanti al plotone d'esecuzione, tra essi il nipote del procuratore generale John Jordan Crittenden; altri 160 statunitensi furono condannati ai lavori forzati. Questo provocò l'esplosione di sommosse anti-spagnole a New Orleans, che causarono la fuga del console spagnolo.
Lo storico Elbert E. Smith ha suggerito l'ipotesi che Fillmore avrebbe potuto ottenere facilmente una guerra contro gli spagnoli se solo avesse voluto. Invece, il presidente, Webster e il governo spagnolo elaborarono una serie di mosse per poter salvare le apparenze ed evitare un conflitto armato. Molti al Sud, tra cui anche esponenti di spicco del Partito Whig, appoggiarono i filibustieri tanto che l'approccio di Fillmore improntato al dialogo contribuì in maniera significativa a dividere il suo Partito in vista delle elezioni presidenziali del 1852.

### Rivoluzione ungherese e impero austro-ungarico

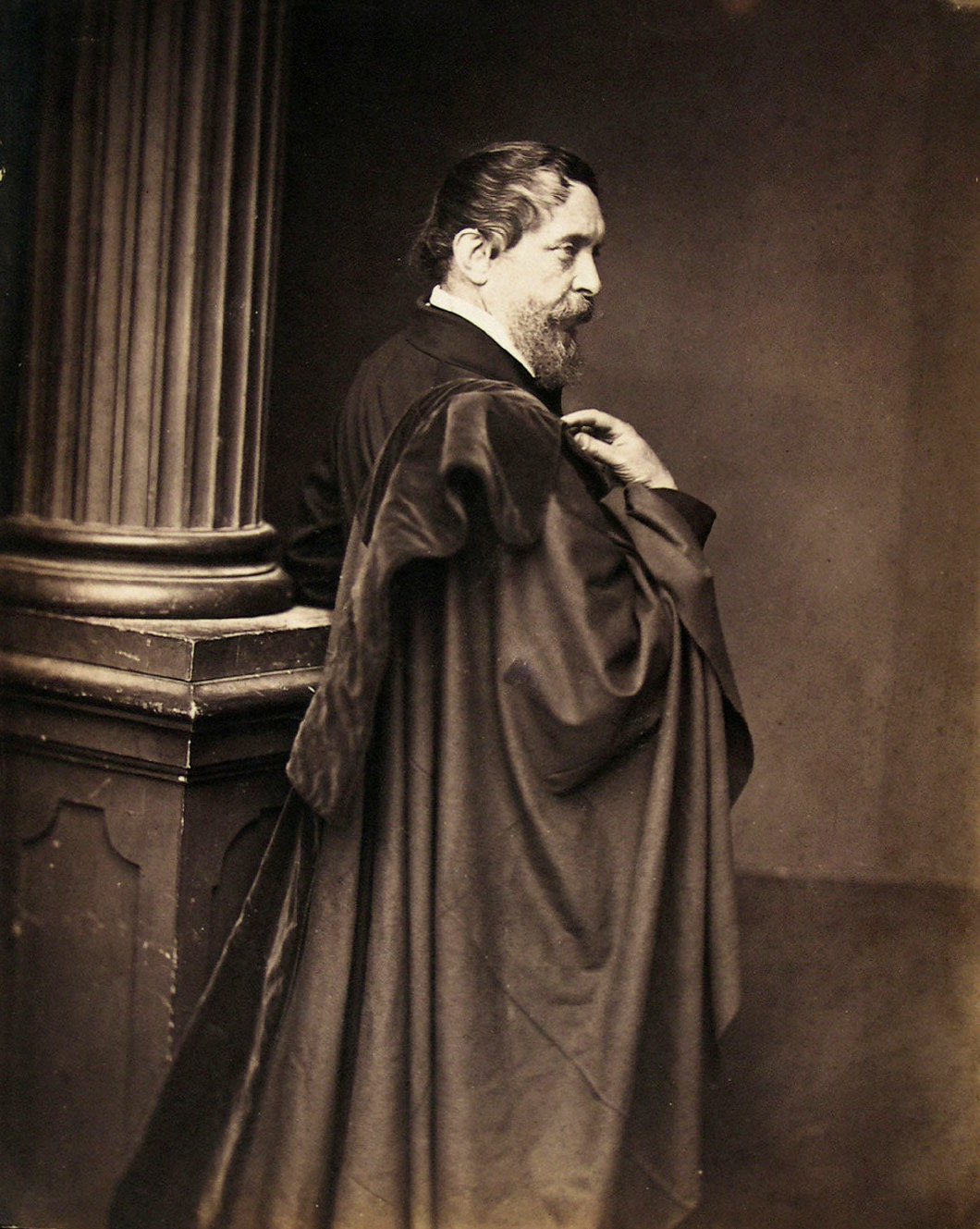
Lajos Kossuth, capo della fallita Rivoluzione ungherese del 1848, nel 1859 circa.

Un evento molto pubblicizzato dalla presidenza fu l'arrivo alla fine del 1851 di Lajos Kossuth, la guida in esilio del fallito tentativo rivoluzionario ungherese del 1848 contro l'impero austro-ungarico; Kossuth avrebbe voluto che gli Stati Uniti riconoscessero l'indipendenza del Regno d'Ungheria. Molti statunitensi si dimostrarono solidali con i ribelli, in special modo i recenti immigrati tedeschi che stavano raggiungendo l'America in gran numero e avevano iniziato a diventare una vera e propria forza politica. Kossuth fu celebrato in gran pompa dal Congresso riunito per l'occasione e il presidente gli concesse un incontro ufficiale alla Casa Bianca, ma solo dopo aver ricevuto l'assicurazione che egli non avrebbe tentato di politicizzare l'evento; nonostante la promessa fatta, l'esule tuttavia tenne un discorso che promuoveva la propria causa. L'entusiasmo nei suoi confronti si esaurì velocemente tanto da costringerlo a ripartire per l'Europa; Fillmore rifiutò di modificare la politica estera assunta e pertanto la nazione rimase neutrale.

### Impero portoghese
La presidenza di Zachary Taylor aveva spinto l'impero portoghese ad accettare di risarcire gli Stati Uniti per l'ingerenza nel corso della guerra anglo-americana del 1812, rifiutando qualsiasi offerta di arbitrato; Fillmore riuscì ad ottenere un accordo vantaggioso.

## Elezioni presidenziali del 1852 e termine del mandato

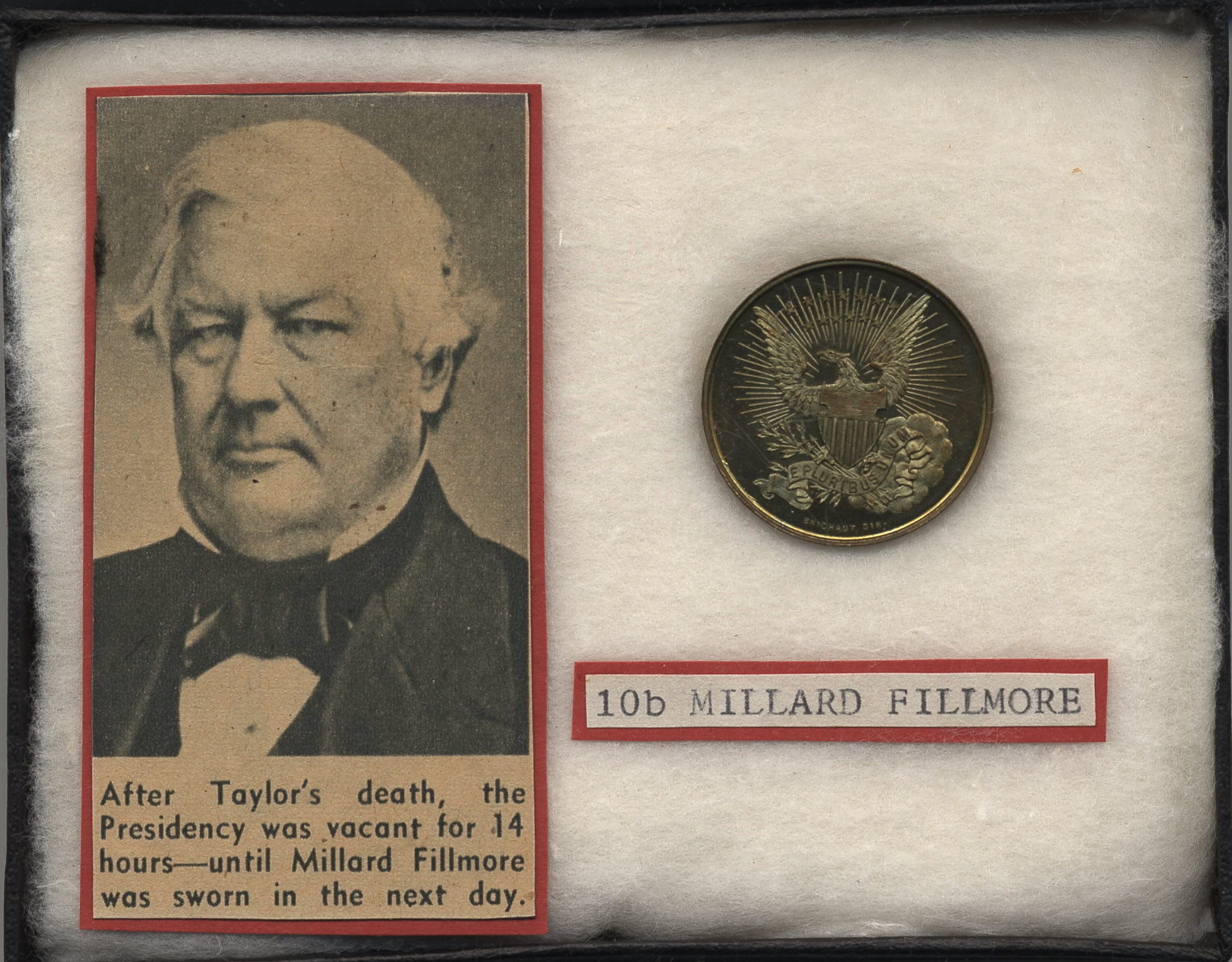
Cimeli commemorativi di Fillmore.

Con l'avvicinarsi delle elezioni, Fillmore rimaneva indeciso se cercare la candidatura per un secondo mandato. Webster aveva da tempo bramato la carica e, sebbene avesse compiuto settant'anni, progettò un ultimo tentativo per arrivare alla Casa Bianca. Fillmore era solidale con le ambizioni del suo amico di vecchia data, ma nonostante avesse pubblicato una lettera alla fine del 1851 affermando che non avrebbe ricercato l'elezione, rimase riluttante ad escluderla, temendo che il Partito avrebbe finito per cadere in mano ai seguaci abolizionisti di William H. Seward. Così, alla Convention nazionale di Baltimora, che si sarebbe tenuta a giugno, i maggiori candidati erano Fillmore, Webster e il generale Winfield Scott.
Alla fine di maggio i Democratici nominarono candidato presidente l'ex senatore del New Hampshire Franklin Pierce, che si era mantenuto del tutto al di fuori dalla politica nazionale per quasi un decennio, ma il cui profilo era cresciuto a seguito del suo servizio militare prestato durante la guerra messicana. Questa nomina, un Nordista favorevole alla visione sudista della schiavitù, unificò i Democratici e significò che il candidato Whig avrebbe avuto un compito difficile per ottenere la presidenza.
Fillmore era oramai assai impopolare tra i Whig del Nord per aver firmato e fatto rispettare con rigore la Fugitive Slave Law, ma aveva invece un notevole sostegno proprio nel Sud, dove era visto come l'unico candidato capace di unire il Partito. La Convention stilò dapprima un programma politico che approvava il "compromesso del 1850" come la soluzione della questione della schiavitù. Alla prima votazione per la candidatura a presidente, Fillmore ottenne 133 voti, sui 147 necessari, mentre Scott ne ebbe 131 e Webster 29. Dopo 46 votazioni infruttuose, i delegati decisero di aggiornarsi al lunedì seguente. I principali esponenti del partito proposero quindi un accordo sia a Fillmore sia a Webster: se questi fosse riuscito ad aumentare i suoi voti nei successivi scrutini, i sostenitori di Fillmore avrebbero iniziato a votare per lui; altrimenti, Webster si sarebbe dovuto ritirare in favore del presidente uscente. Fillmore si mostrò subito d'accordo, mentre Webster non lo fece fino a lunedì mattina. Nei successivi scrutini, i voti per Webster iniziarono a diminuire, a favore di Scott, che ottenne la nomina al 53º scrutinio. Scott aveva anch'egli sostenuto il "compromesso", ma il suo stretto rapporto con Seward lo rese profondamente impopolare nel Sud. Privo dei voti di gran parte del Sud, ma anche di quelli al Nord che dipendevano dal commercio interregionale con la costa del Pacifico, il generale finì con l'essere facilmente sconfitto da Pierce a novembre.

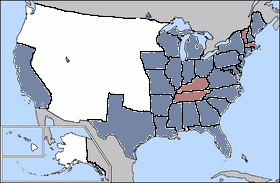
Alle elezioni presidenziali del 1852 i Whig (in rosso) furono nettamente battuti dai Democratici (in blu).

Gli ultimi mesi del mandato furono senza incidenti. Webster morì in ottobre, ma durante la sua malattia Fillmore agì efficacemente anche come segretario di Stato senza incidenti ed Everett entrò con competenza in carica al posto di Webster. Il presidente intendeva proporre ancora una volta al Congresso la questione della schiavitù nel suo ultimo messaggio annuale a dicembre, ma dopo che discussioni approfondite nelle riunioni di governo, si accontentò di sottolineare la prosperità della nazione ed esprimere la massima gratitudine per l'opportunità avuta nel servirla. Si discusse assai poco sul tema della schiavitù durante l'ultima sessione del Congresso e Fillmore lasciò l'incarico il 4 marzo 1853, sostituito dal subentrante Pierce.

## Lascito e giudizio storico
Secondo il suo biografo Robert J. Scarry "nessun presidente degli Stati Uniti... ha mai sofferto e subito la derisione generalizzata più di Millard Fillmore"; ha attribuito questo in gran parte alla tendenza a denigrare i presidenti in carica negli anni precedenti alla guerra civile, in quanto considerati irrimediabilmente carenti di capacità di guida.

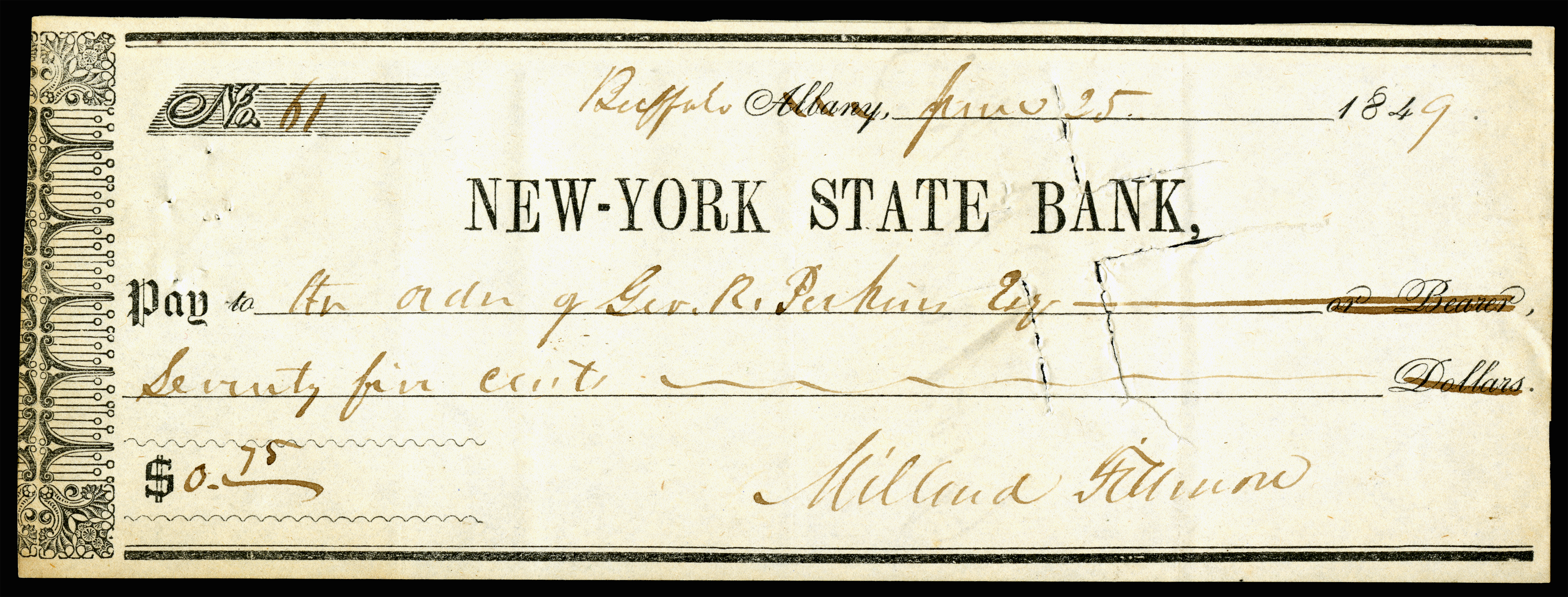
Un assegno firmato dal presidente.

Il futuro presidente Harry Truman, per fare solo un esempio, "ha caratterizzato Fillmore come un debole, un insignificante e triviale chiacchierone il quale passando il proprio tempo più prezioso a rigirarsi i pollici non avrebbe mai osato far nulla nel timore di offendere qualsivoglia corrente politica", responsabile quindi direttamente - almeno in parte - per la guerra di secessione americana.
Un altro biografo presidenziale, Paul Finkelman, ha commentato: "sulle questioni centrali dell'epoca la sua visione era miope e il suo lascito è tra i peggiori in assoluto... alla fine Fillmore era sempre dalla parte sbagliata nelle grandi questioni morali e politiche"; sostiene che l'opera centrale del mandato di Fillmore, il "compromesso del 1850", dovrebbe invece essere chiamato "rinuncia del 1850" a causa dell'abbandono della "clausola Wilmot", lasciando in tal modo possibile la schiavitù in tutti i territori della cessione messicana.

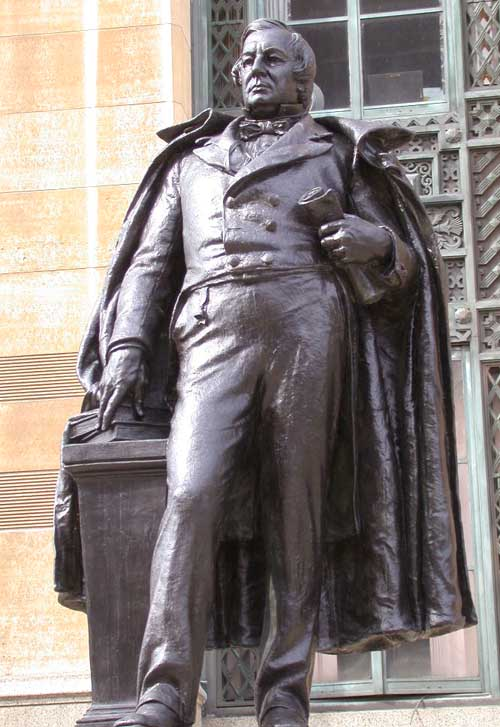
La statua dedicata al presidente a Buffalo.

Rober J. Rayback, tuttavia, dal canto suo applaude "al calore e alla saggezza con cui ha difeso l'Unione". Sebbene Fillmore sia diventato col tempo una specie di figura di culto come il più insignificante "amministratore delegato" dell'intera storia degli Stati Uniti, Smith lo trova "un presidente coscienzioso" che scelse di onorare il suo giuramento e imporre la Fugitive Slave Law piuttosto che governare in base alle proprie preferenze o vantaggi personali. Sempre secondo Smith, l'applicazione di tale legge gli diede una immeritata reputazione di essere favorevole ai Sudisti; pure il suo ruolo nella storia ne ha sofferto perché "anche quelli che gli hanno dato il massimo dei voti per il sostegno dimostrato al compromesso lo hanno fatto quasi a malincuore, probabilmente a causa della sua candidatura con i Know Nothing alle elezioni presidenziali del 1856". Smith sostiene che la candidatura di Fillmore con i Know Nothings sembra molto peggiore in retrospettiva di quanto non fosse in quel particolare periodo storico e che l'ex presidente non era motivato dal nativismo né tanto meno dalla xenofobia nel momento in cui accettò quella nomina. Paul G. Calabresi e Christopher S. Yoo nel loro studio sul potere dei presidenti, considerano Fillmore "un fedele esecutore delle leggi degli Stati Uniti - sia nel bene come nel male". Benson Lee Grayson ha suggerito che l'abilità della presidenza Fillmore di evitare potenziali problemi viene troppo spesso trascurata; l'attenzione costante rivolta ai rapporti con il Messico avrebbe quindi evitato la ripresa della guerra e anzi gettò le basi per l'acquisto Gadsden durante la presidenza di Franklin Pierce. Nel frattempo conseguì anche la risoluzione di una controversia sorta con l'impero portoghese e lasciata irrisolta dalla presidenza di Zachary Taylor, appianò un disaccordo con il Perù sulla raccolta di guano marino da parte della United States Navy dalle isole Chincha al largo delle sue coste e risolse pacificamente le dispute con il Regno Unito, la Seconda Repubblica francese e l'impero spagnolo sulla questione della Capitaneria generale di Cuba, in tutti i casi senza che gli Stati Uniti entrassero in guerra o perdessero la faccia. Grayson ha anche applaudito la ferma posizione di Fillmore contro le ambizioni del Texas nei riguardi del territorio del Nuovo Messico durante la crisi del 1850. Fred I. Greenstein e Dale Anderson hanno elogiato il presidente per la risolutezza dimostrata già durante i suoi primi mesi in carica, sottolineando che Fillmore "è tipicamente descritto come stolido, blando e convenzionale, ma tali termini sottovalutano la forza dimostrata dalla sua gestione nella crisi di confine Texas-Nuovo Messico, la sua decisione di sostituire l'intero gabinetto di Taylor e la sua efficacia nell'aver fatto progredire il compromesso del 1850".
Secondo l'opinione espressa dal "Miller Center of Public Affairs" dell'Università della Virginia:
Nella classifica storica dei presidenti degli Stati Uniti d'America il gradimento nei suoi confronti si rivela essere in ogni caso molto basso, ed è valutato come uno dei peggiori presidenti di tutti i tempi.

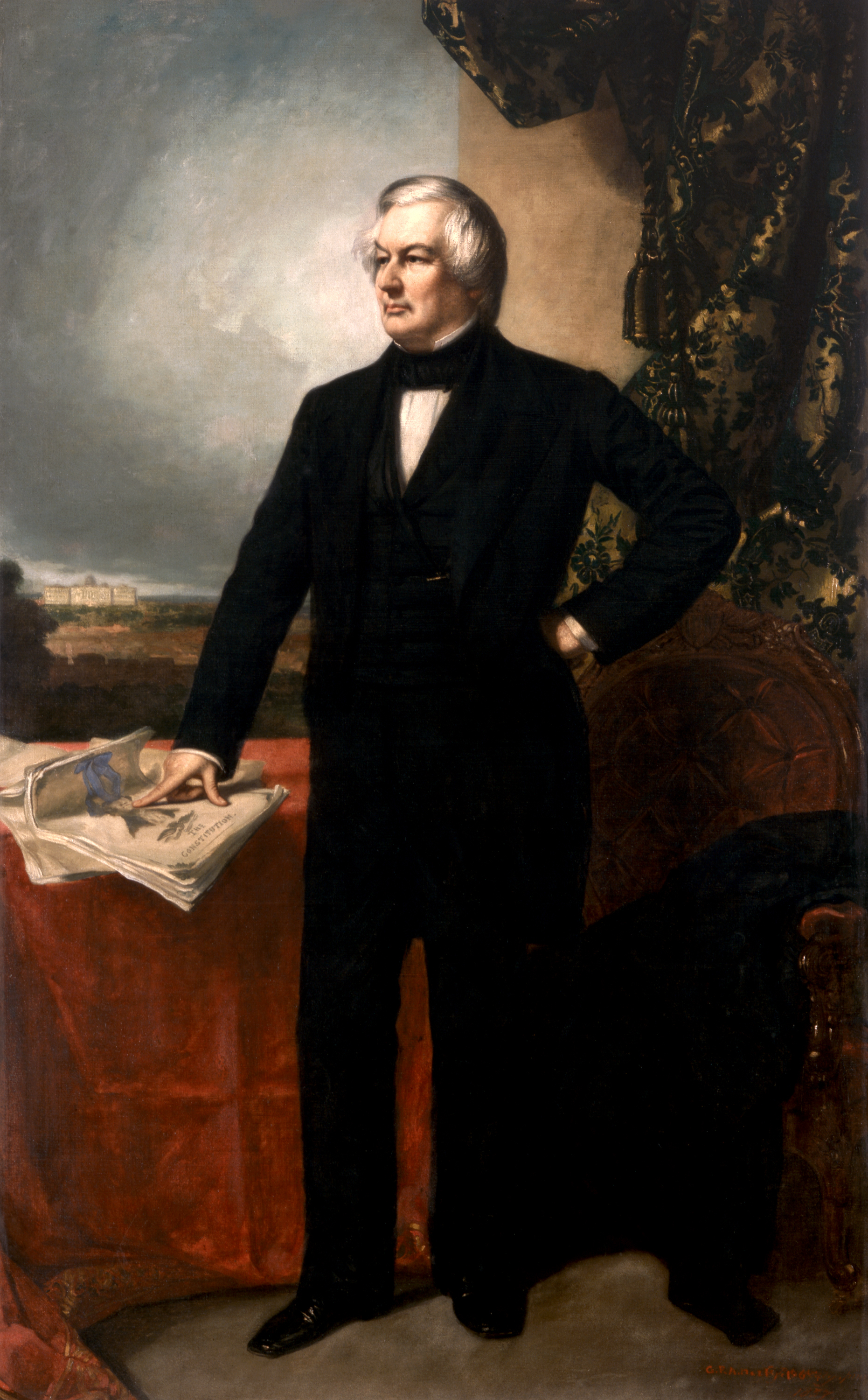
Ritratto ufficiale del presidente in un dipinto di George Peter Alexander Healy.

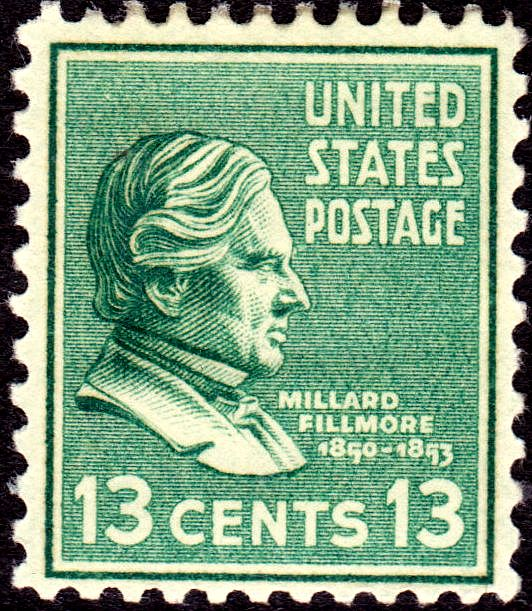
Un francobollo commemorativo del 1938.

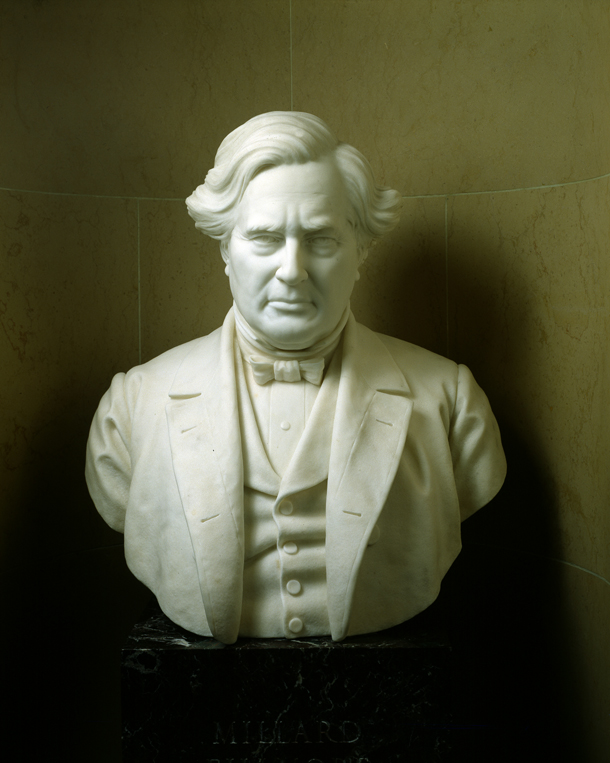
Il busto del presidente

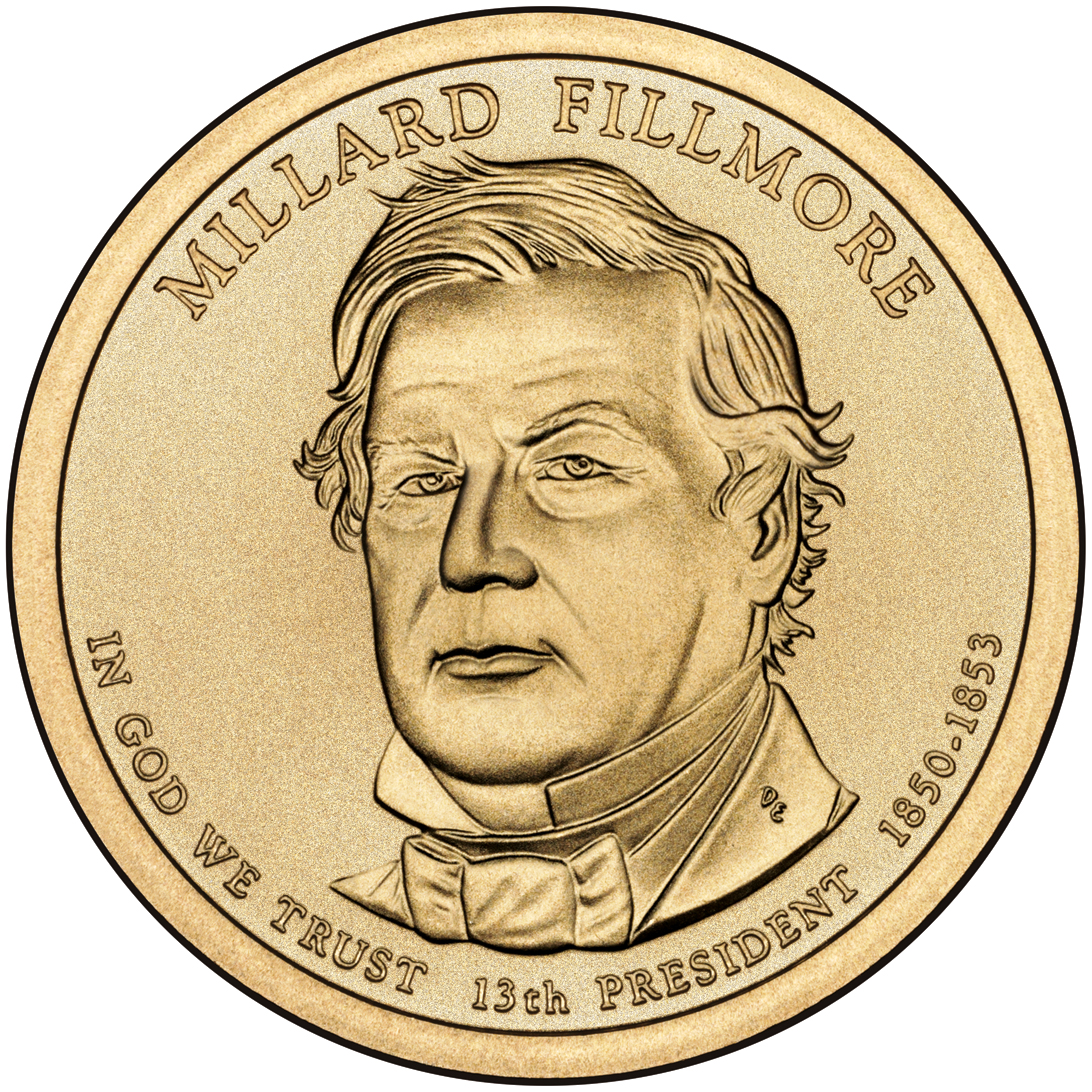
Il dollaro presidenziale con l'effigie di Fillmore.

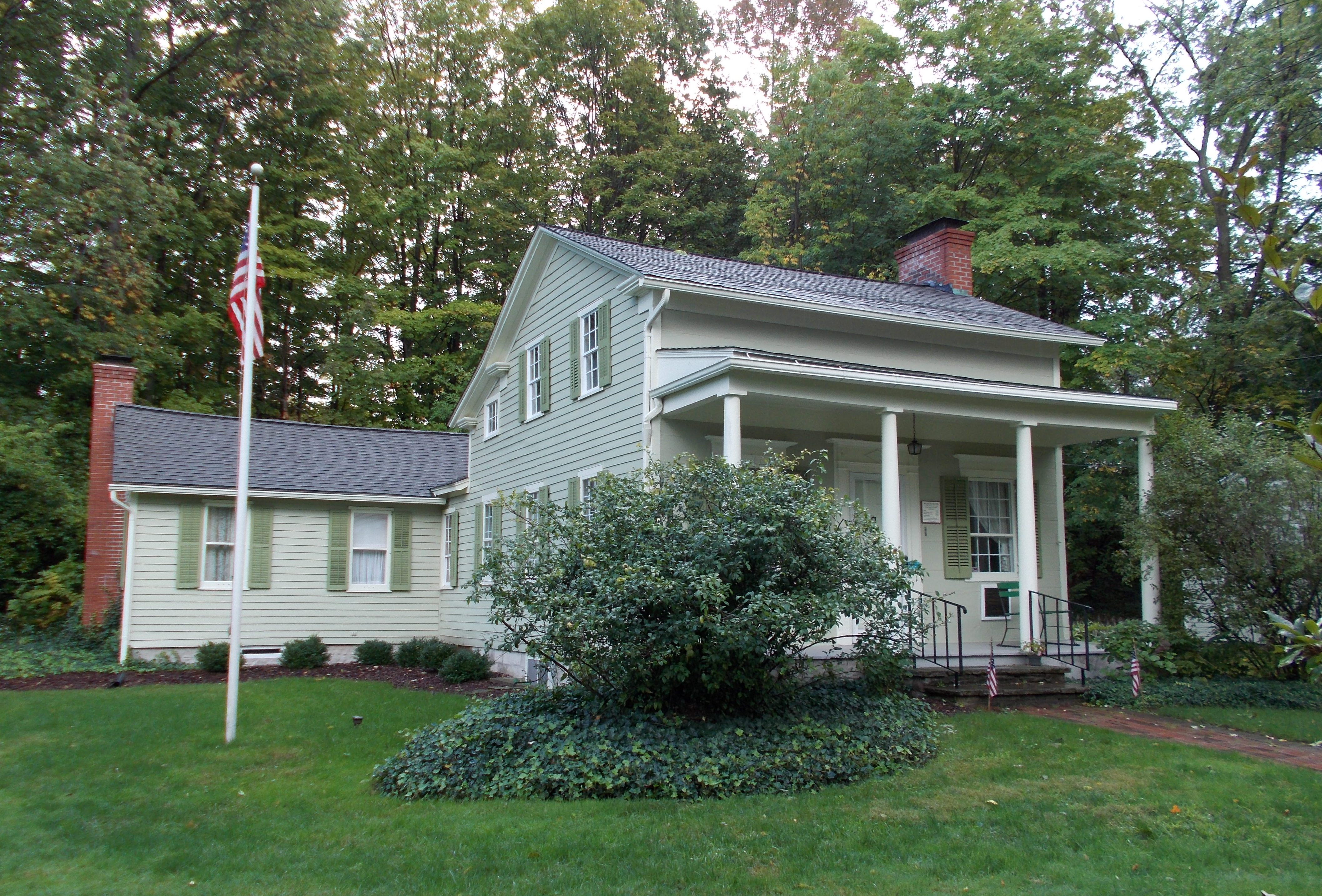
L'abitazione della famiglia Fillmore ad East Aurora nello Stato di New York.

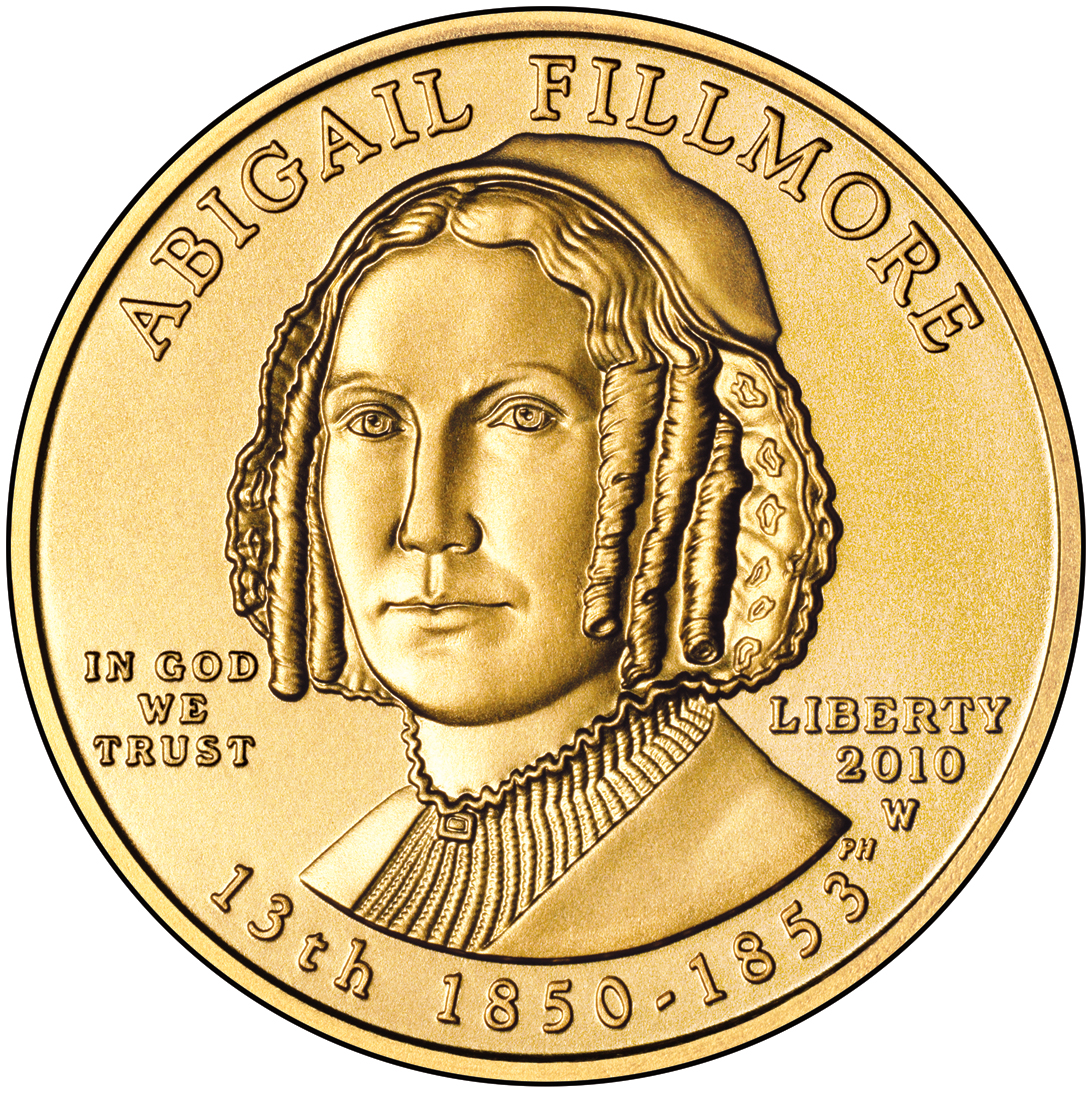
Il dollaro presidenziale con l'effigie della first lady Abigail Fillmore.

### Altre letture
- Alan Brinkley e Davis Dyer (a cura di), The American Presidency, 2004,  pp. 145-151, ISBN 978-0-618-38273-6.
- W. Darrell Overdyke, The Know-Nothing Party in the South, Baton Rouge, Louisiana State University Press, 1950, OCLC 1377033.
- Silbey, Joel H., A Companion to the Antebellum Presidents 1837–1861, Wiley, 2014, ISBN 978-1-118-60929-3. pp. 309–44.
- Glyndon G. Van Deusen, Fillmore, Millard, in Encyclopedia Americana. URL consultato il 9 maggio 2007 (archiviato dall'url originale il 10 maggio 2004).